# Усиновлення в ісламі
Ісламські погляди на усиновлення загалом відрізняються від практик та звичаїв, характерних для неісламських регіонів світу, таких як західні або східноазійські суспільства. Усиновлення у західному розумінні цього слова в ісламі не визнається.

## Погляд на усиновлення
Виховання дитини, з якою опікун не пов'язаний кровною спорідненістю, дозволене в ісламі, а у випадку сиріт навіть заохочується. Водночас, згідно з ісламським поглядом, така дитина не стає «справжньою» дитиною прийомних батьків. Зокрема, усиновлені зберігають прізвище біологічного батька, а не прийомного. Це не означає, що виховання небіологічної дитини заборонене, — йдеться про те, що така дитина не набуває прізвища чи юридичного статусу дитини своїх опікунів. В ісламі догляд за сиротою вважається благословенням, а для деяких — навіть обов'язком. Саме тому багато мусульман стверджують, що усиновлення у звичному (західному) розумінні заборонене ісламським правом, проте дозволено брати дитину під опіку. Ця практика відома в арабській мові як кафала (كفالة, kafāla), що буквально перекладається як «спонсорство» або «піклування».

У хадисі, що стосується Аїші та Саліма, прийомного сина Абу-Хузайфи ібн Утби, зазначається:
Абу-Хузайфа, один із тих, хто брав участь у битві при Бадрі разом із пророком Мухаммадом, усиновив Саліма як сина й одружив його зі своєю племінницею Хінд бінт аль-Вахд бін Утбою. Салім був звільненим рабом жінки з ансарів. Пророк Мухаммад також усиновив Зейда ібн Харісу як сина. Після того, як Зейд розлучився зі своєю дружиною, пророк Мухаммад одружився з нею, аби усунути сумніви щодо того, що прийомні діти є рівними біологічним дітям своїх усиновителів. 
Цим підкреслювалося, що заборона для батька одружуватися з колишньою дружиною сина після розлучення не поширюється на прийомних дітей.
У доісламські часи існував звичай називати усиновлених синів прізвищем прийомного батька, поки не було об'явлено одкровення: «Називайте їх іменами їхніх батьків» (Коран, 33:5).

## Дискусії
Деякі сучасні мусульманські активісти закликають до перегляду традиційного ісламського підходу до усиновлення. У серпні 2011 року було проведено дослідження Women's Islamic Initiative in Spirituality and Equality, у якому були проаналізовані ісламські джерела й зроблено висновок, що «усиновлення може бути прийнятним згідно з ісламським правом і його основними цілями за умови дотримання важливих етичних норм». Це дослідження є прикладом незалежного тлумачення (іджтихад), проте його висновки не підтримуються більшістю улемів і не мають статусу іджми (загального консенсусу).
Мусульманський юрист та активіст Файсал Кутті зазначає, що уявлення про закрите усиновлення (у західному розумінні) як єдину прийнятну форму постійного догляду за дитиною є значною перешкодою для його визнання серед багатьох мусульман. На думку Кутті, існують достатні підстави в ісламській юриспруденції для обережної підтримки як внутрішнього, так і міжнародного усиновлення, оскільки піклування про сиріт і знайд є релігійним обов'язком, за умови, що походження дитини не буде свідомо заперечене чи приховане.